# Styposis camoteensis
Espèce
Synonymes
- Anelosimus camoteensis Levi, 1967

Styposis camoteensis est une espèce d'araignées aranéomorphes de la famille des Theridiidae.

## Distribution
Cette espèce est endémique de l'archipel Juan Fernández au Chili. Elle a été découverte sur l'île Robinson Crusoe.

## Description
La femelle holotype mesure 1,5 mm et le mâle paratype 1,2 mm.

## Étymologie
Son nom d'espèce, composé de camote et du suffixe latin -ensis, « qui vit dans, qui habite », lui a été donné en référence au lieu de sa découverte, El Camote.

## Publication originale
- Levi, 1967 : The theridiid spider fauna of Chile. Bulletin of the Museum of Comparative Zoology, vol. 136, no 1, p. 1-20 (texte intégral).